# Шозан-Мару
Шозан-Мару (Shozan Maru) — судно, яке під час Другої світової війни брало участь у операціях японських збройних сил.
Судно спорудили в 1919 році на верфі компанії Kawasaki в Кобе на замовлення компанії Kokusai Kisen. Остання використовувала його під назвою «Карачі-Мару» до 1932 року, коли новим власником стала Yamamoto Kisen. В 1941-му судно перейменували на «Шозан-Мару».
Існують дані, що 1 січня 1943-го біля східного узбережжя Хонсю (за півтори сотні кілометрів на північний схід від виходу з Токійської затоки) «Шозан-Мару» торпедував американський підводний човен USS Trigger. Втім, цього разу судно дістало лише пошкодження.
25 червня 1943-го Шозан-Мару вийшло з Йокосуки у складі конвою № 3625, який прямував на атол Трук у центральній частині Каролінського архіпелагу (тут ще до війни облаштували головну базу японського ВМФ у Океанії). Втім, вночі 26 червня лише за дві сотні кілометрів від виходу з Токійської затоки біля острова Хатідзьо́ (острови Ідзу) конвой перехопив американський підводний човен USS Jack. Шозан-Мару торпедували й потопили, загинуло шістдесят моряків.